# Kurt Pagendarm
Kurt Pagendarm (* 29. März 1902 in Berlin; † 6. Dezember 1976 in Karlsruhe) war ein deutscher Jurist und Bundesrichter.

## Familie, Herkunft und Ausbildung
Als Sohn des aus Beverungen stammenden Eichungsoberinspektors Philipp Pagendarm und dessen Ehefrau Käthe Pagendarm geb. Vogel wurde Kurt Pagendarm in Berlin geboren. Von Ostern 1912 bis zur Reifeprüfung Ostern 1921 besuchte er das städtische Realgymnasium in Kassel, wonach er zunächst eine Banklehre im Bankhaus André und Herzog in Kassel absolvierte, ehe er im Sommersemester 1923 das Studium der Rechts- und Staatswissenschaften an der Georg-August-Universität Göttingen aufnahm. Dort trat er im Wintersemester 1923 der katholischen Studentenverbindung AV Palatia Göttingen im CV bei. Am 4. und 7. August 1926 bestand er in Kassel die erste juristische Staatsprüfung. Am 16. Januar 1929 promovierte er an der Philipps-Universität Marburg zum Dr. jur. und bestand im Anschluss an den juristischen Vorbereitungsdienst die zweite juristische Staatsprüfung.

## Richter am Bundesgerichtshof in Karlsruhe
Er entschied sich für eine richterliche Tätigkeit und trat in den preußischen Staatsdienst ein. Nach dem Krieg war er zunächst an verschiedenen Gerichten als Richter tätig, bis er schließlich zunächst als Richter an den Bundesgerichtshof in Karlsruhe berufen wurde, wo er dem XII. Zivilsenat angehörte. Auf Beschluss des Bundeskabinetts wurde er 1960 zum Präsidenten des III. Zivilsenates berufen. Viel Beachtung fand der durch ihn herbeigeführte Vergleich zur Berücksichtigung der vor der Währungsreform angesparten Beiträge für den Erwerb eines VW-Käfers.
Er verfasste mehrere Fachbeiträge für juristische Fachzeitschriften, meist über die Rechtsprechung des Bundesgerichtshofes.

## Veröffentlichungen
- Verstöße gegen die Denkgesetze, die Erfahrungssätze und das Ermessen als Revisionsgründe. Quakenbrück 1929 (zugl. jur. Diss. Univ. Marburg 1929)
- Die Haftung des Notars nach der Rechtsprechung des Bundesgerichtshofs, in: DRiZ 1959, S. 133.

| Personendaten    | Personendaten                      |
| ---------------- | ---------------------------------- |
| NAME             | Pagendarm, Kurt                    |
| KURZBESCHREIBUNG | deutscher Jurist und Bundesrichter |
| GEBURTSDATUM     | 29. März 1902                      |
| GEBURTSORT       | Berlin                             |
| STERBEDATUM      | 6. Dezember 1976                   |
| STERBEORT        | Karlsruhe                          |